# Municipio de Clay (condado de Marion)
El municipio de Clay (en inglés: Clay Township) es un municipio ubicado en el condado de Marion en el estado estadounidense de Iowa. En el año 2010 tenía una población de 1000 habitantes y una densidad poblacional de 10,87 personas por km².

## Geografía
El municipio de Clay se encuentra ubicado en las coordenadas 41°17′24″N 92°56′1″O / 41.29000, -92.93361. Según la Oficina del Censo de los Estados Unidos, el municipio tiene una superficie total de 91.97 km², de la cual 90,71 km² corresponden a tierra firme y (1,36 %) 1,25 km² es agua.

## Demografía
Según el censo de 2010, había 1000 personas residiendo en el municipio de Clay. La densidad de población era de 10,87 hab./km². De los 1000 habitantes, el municipio de Clay estaba compuesto por el 97,8 % blancos, el 0,1 % eran amerindios, el 0,4 % eran asiáticos, el 0,2 % eran de otras razas y el 1,5 % eran de una mezcla de razas. Del total de la población el 1,1 % eran hispanos o latinos de cualquier raza.